# Wim Suurbier
Wilhelmus Lourens Johannes Suurbier – detto Wim – (Eindhoven, 16 gennaio 1945 – Amsterdam, 12 luglio 2020) è stato un calciatore e allenatore di calcio olandese, di ruolo terzino.
Fu una delle pedine fondamentali del calcio totale espresso dall'Ajax e dalla nazionale olandese di Rinus Michels che rivoluzionarono il calcio tra la seconda metà degli anni 1960 e la prima metà degli anni 1970. Con il club dei Lancieri vinse sette campionati olandesi, tre coppe dei Campioni, una supercoppa Europea, quattro coppe d'Olanda e una Coppa Intercontinentale. Con la nazionale clockwork orange fu due volte vice-campione del mondo. La sua carriera di allenatore si svolse soprattutto negli Stati Uniti, senza risultati di rilievo.

## Biografia

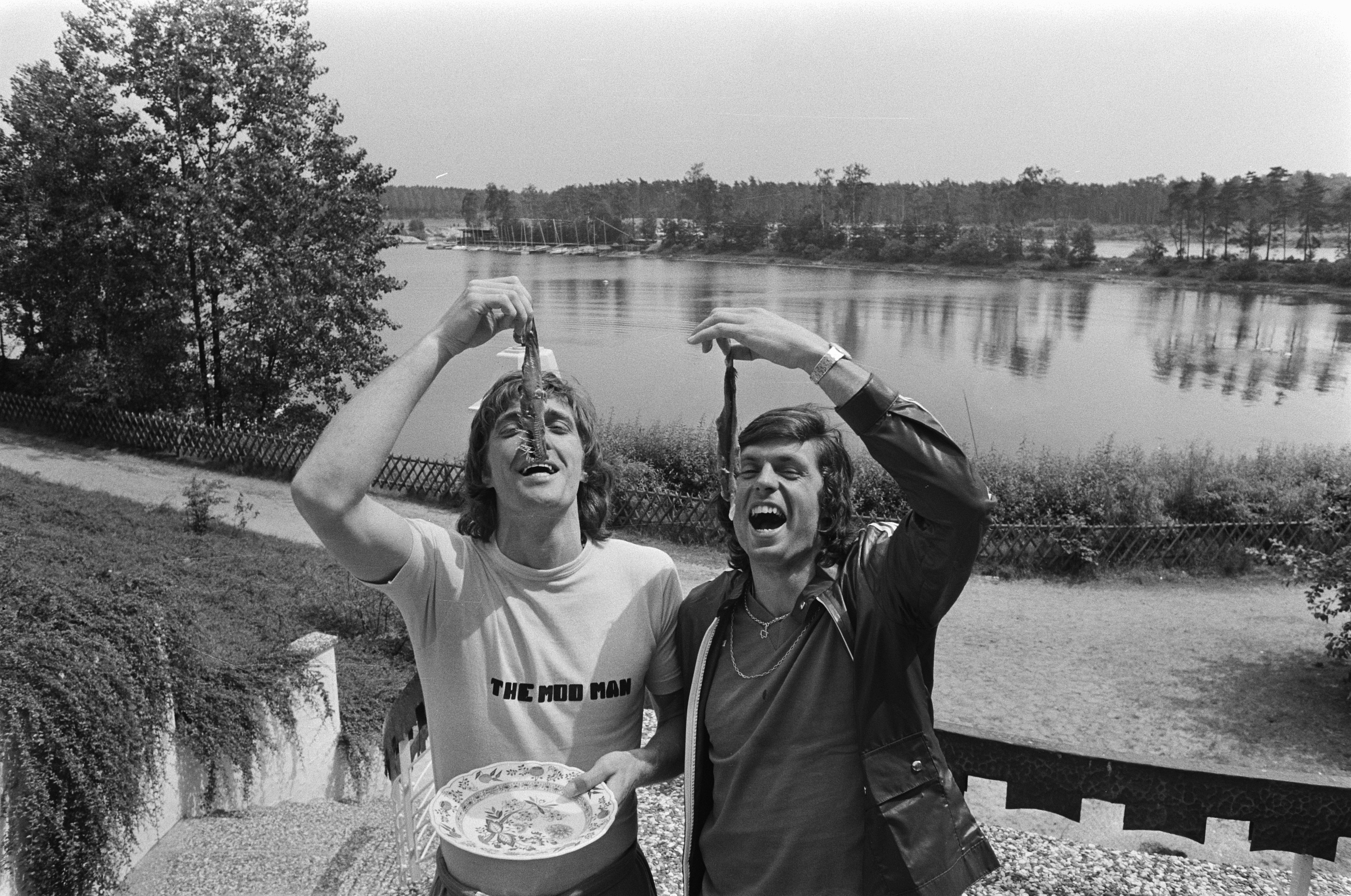
Krol e Suurbier, a destra, durante il mondiale in Germania Ovest del 1974

Nato nel 1945 a Eindhoven, poco dopo si trasferì con la famiglia ad Amsterdam. In giovane età morirono entrambi i suoi genitori. Di carattere particolarmente allegro, furono proverbiali gli scherzi che faceva assieme a Ruud Krol, mettendo soggezione ai giocatori più giovani. Era benvoluto dai compagni e in particolare era molto amico di Johan Cruijff, che spesso andò a trovare a Barcellona a fine carriera. Sposò in prime nozze Maja Verkaart, dalla quale ebbe la figlia Melissa; dopo il divorzio avvenuto negli anni settanta, i due rimasero in buoni rapporti.
Amava l'alcol, le donne e la vita notturna, ma si faceva sempre trovare pronto per le partite e gli allenamenti. Verso fine carriera negli Stati Uniti, dove rimase per molti anni, strinse amicizia con il compagno di squadra George Best, lavorò come barista nel suo locale di Hermosa Beach e assieme si diedero spesso ai festeggiamenti. Con il declino del calcio negli USA, una serie di investimenti sbagliati e le spese eccessive della moglie americana, sposata in seconde nozze, Suurbier si trovò in gravi ristrettezze economiche ma rifiutò gli aiuti offertigli da amici ed estimatori e si adattò a fare diversi tipi di lavori, anche quelli umili e mal pagati.
Tornato nei Paesi Bassi passò in solitudine gli ultimi anni di vita nel suo appartamento di Amstelveen, dove a fine aprile del 2020 fu trovato dall'ex moglie Maja in fin di vita a causa di un'emorragia cerebrale. Rimase in rianimazione al VU Medical Center di Amsterdam i mesi successivi fino a quando morì il 12 luglio 2020.

## Caratteristiche tecniche
Dopo aver cominciato a giocare come ala di attacco, ruolo in cui segnò anche diverse reti, nelle giovanili dell'Ajax fu spostato a terzino destro, senza rinunciare alle sue discese sulla fascia. Si rivelò subito molto efficace in questa nuova posizione, diventando così il primo difensore moderno del calcio olandese. Acquisì maggiore personalità con l'arrivo ad Amsterdam nel 1965 dell'allenatore Rinus Michels, diventando più pericoloso nelle folate offensive e controllando meglio il proprio gioco. Fu uno dei primi terzini destri fluidificanti, nel periodo in cui l'evoluzione del calcio aveva portato a spingere sulla fascia solo il terzino sinistro, mentre quello destro era destinato a compiti di marcatura. Qualche anno prima si era contraddistinto come terzino destro che si spingeva all'attacco il due volte campione del mondo brasiliano Djalma Santos, ma era stato un caso isolato dettato soprattutto dalla sua tecnica raffinata.
Suurbier non era invece particolarmente dotato dal punto di vista tecnico, ma era considerato uno dei migliori interpreti del suo ruolo; Ruud Krol, di 4 anni più giovane, fu integrato in prima squadra qualche anno dopo e pur essendo destro naturale dovette reinventarsi terzino sinistro per la presenza di Suurbier sulla destra. Formarono nell'Ajax e in nazionale una grande coppia di cursori sulle fasce, liberi di attaccare per creare superiorità numerica senza essere costretti ad affannosi recuperi, scambiandosi i ruoli con gli esterni di centrocampo e attacco, secondo la filosofia del calcio totale imposta da Michels. Grazie agli insegnamenti del grande tecnico olandese, Suurbier e i compagni di squadra stupirono il mondo anche applicando sistematicamente e con grande profitto le rivoluzionarie tattiche del pressing e del fuorigioco.

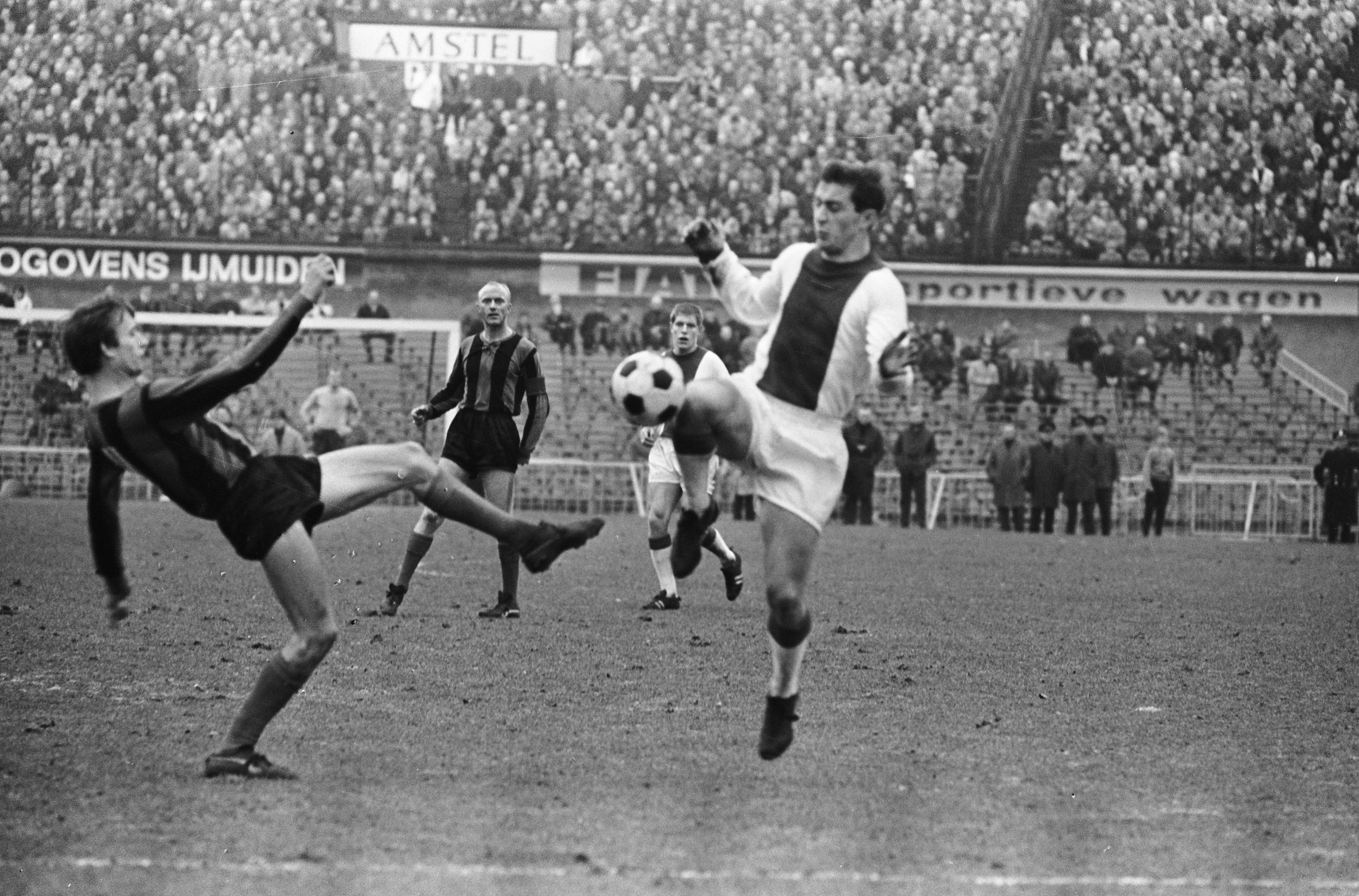
Gennaio 1967, Suurbier, a destra con la maglia dell'Ajax, contende la palla a un giovanissimo Rensenbrink

Suurbier giocava in modo semplice, sapeva sempre con esattezza la posizione da tenere in campo e quello che doveva fare. Intransigente e duro come difensore, ruvido nei contrasti, era considerato un maestro nel neutralizzare l'avversario diretto. Si fece apprezzare in fase offensiva con i suoi cross precisi, fornendo molti assist ed esercitando pressione sulla difesa avversaria. Tra i suoi cross più memorabili vi è quello che permise a Cruijff di segnare il gol di apertura nella finale della Coppa dei Campioni 1971-1972 vinta 2-0 contro l'Inter. Confinato sulla fascia e abbastanza impreciso nel tiro in porta, raramente arrivava alla conclusione e nei tanti anni trascorsi all'Ajax realizzò solo 19 gol. Era considerato il re dei burloni tra i calciatori olandesi e creava allegria nello spogliatoio, ma si trasformava in campo, dove era irremovibile, consapevole delle proprie doti, aveva padronanza del gioco, grande carattere e autocontrollo.

## Carriera

### Giocatore

#### Club

##### Inizi
Prima di entrare nell'Ajax fu nelle giovanili dell'AVV Amstel, società amatoriale dove giocava Piet Keizer, cinque anni più vecchio di Suurbier, con il quale si sarebbe ritrovato qualche anno dopo nell'Ajax. Fu scoperto dagli osservatori dell'Ajax durante una partita in cui segnò tre reti contro una selezione giovanile cittadina, e subito fu acquistato dal grande club per 3.000 fiorini.

##### Ajax
Grazie alla sua velocità che dava profondità al gioco e alle reti che segnava giunse all'Ajax come attaccante. Fu l'allenatore delle giovanili Jany van der Veen a intravederne le potenzialità come terzino fluidificante e lo spostò a terzino destro. Fornì subito grandi prestazioni e non avrebbe più cambiato. Debuttò in prima squadra nel campionato olandese il 5 gennaio 1964, pochi giorni prima del 19º compleanno. Nella stagione di esordio fu impiegato solo in 2 partite di campionato e una di coppa, e l'anno dopo disputò 24 partite di campionato.
L'Ajax stava passando un periodo di crisi e in quelle prime due stagioni con i Lancieri Suurbier non vinse alcun titolo. Fu il periodo in cui entrò in squadra Johan Cruijff, di due anni più giovane, destinato a diventare il leader dell'Ajax e della nazionale nonché uno dei migliori calciatori di tutti i tempi. Per il campionato 1965-1966 fu ingaggiato l'allenatore Rinus Michels, svolta per la squadra e per Suurbier, che con il nuovo tecnico fece grandi progressi e definitivamente promosso titolare. Quell'anno l'Ajax tornò a vincere il campionato dopo 6 anni, il primo di tre consecutivi; arrivò inoltre ai quarti di finale della Coppa dei Campioni 1966-1967 e si aggiudicò la Coppa d'Olanda nella stessa stagione. Nel 1969 la squadra giunse in finale della Coppa dei Campioni, persa 4-1 contro il Milan.

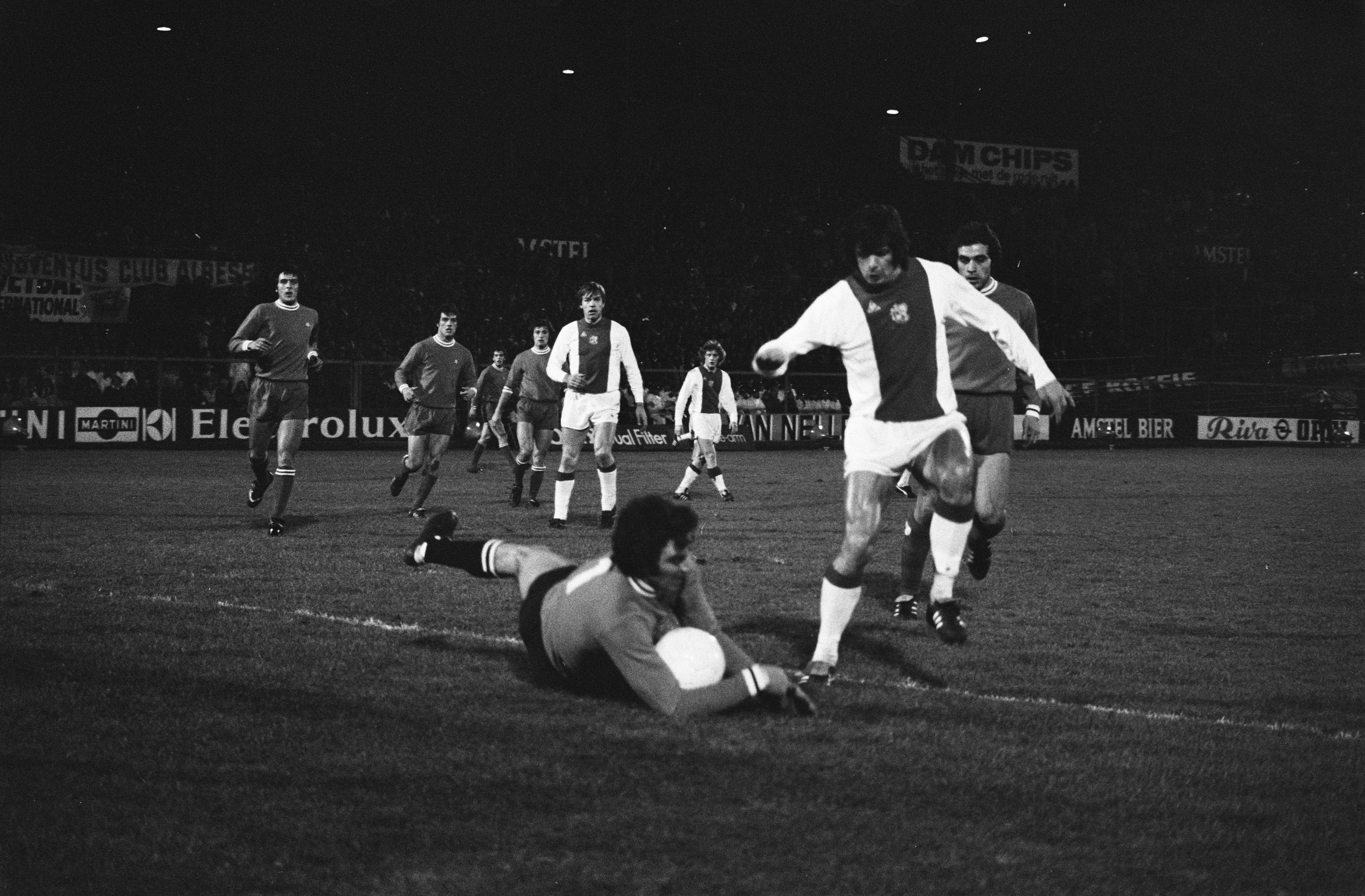
Amsterdam 1975, Dino Zoff sventa un'incursione di Suurbier in un incontro di Coppa UEFA

Furono gli inizi del periodo più vincente nella storia dell'Ajax, che vide Suurbier titolare fino a quando lasciò la squadra nel 1977. Nelle 14 stagioni nel club vinse 7 volte l'Eredivisie, tre coppe dei Campioni, una supercoppa Europea, quattro coppe d'Olanda e una Coppa Intercontinentale. L'Ajax si era inoltre aggiudicato contro il Rangers Glasgow la prima edizione della Supercoppa Europea, non riconosciuta dall'UEFA per la squalifica che aveva subito il Rangers prima dell'incontro.
Dopo l'ultimo campionato vinto nell'Eredivisie 1976-1977, Suurbier giocò la prima parte della stagione successiva con i Lancieri ma in ottobre lasciò il club a 32 anni, ancora titolare della nazionale; aveva segnato 19 reti in 509 gare ufficiali, secondo nel record di presenze del club alle spalle del compagno Sjaak Swart, che ne disputò 603.

##### Schalke e Metz
Il 29 ottobre 1977 debuttò nella Bundesliga tedesca nelle file del suo nuovo club, lo Schalke 04. Il suo contributo in quello scorcio di stagione che rimaneva fu limitato a 12 gare di campionato, nel quale la squadra chiuse al 9º posto, e 3 di Coppa di Germania. Per l'annata successiva si accasò al Metz, squadra militante nel massimo campionato francese. Fu impiegato in 24 delle 38 gare di campionato e contribuì al 5º posto finale della squadra, che dovette cedere al Monaco per la differenza reti l'ultimo posto disponibile per la Coppa UEFA. Abituato alla difesa a zona, sia allo Schalke che al Metz non si trovò a proprio agio, costretto a marcare a uomo l'ala avversaria senza concedersi troppe incursioni in attacco come faceva nell'Ajax.

##### Fine carriera negli Stati Uniti
Dopo le brevi esperienze tedesca e francese Suurbier si trasferì negli Stati Uniti dove, salvo alcune parentesi, sarebbe rimasto a vivere per molti anni. Nel 1979 fu ingaggiato dagli ambiziosi L.A. Aztecs militanti nel massimo campionato del Nordamerica, che quello stesso anno fecero arrivare anche Johan Cruijff e l'allenatore Rinus Michels. Gli Aztecs furono eliminati in semifinale dei playoff dai Vancouver Whitecaps, che si sarebbero aggiudicati il campionato. Cruijff se ne andò a fine stagione mentre Suurbier fu di nuovo eliminato in semifinale nella North American Soccer League 1980. Al termine della stagione fu ceduto in prestito per alcuni mesi allo Sparta Rotterdam, tornando così per l'ultima volta nella Eredivisie anche se solo per 11 partite. Si presentò quindi al via della North American Soccer League 1981 con gli Aztecs che sarebbero stati eliminati negli ottavi di finale dei playoff. Fu l'ultima stagione nella massima serie del club, che si sarebbe sciolto negli anni successivi. Nei tre anni a Los Angeles Suurbier disputò un totale di 73 incontri segnando 3 reti.
Prima di iniziare la nuova stagione americana giocò due mesi a Hong Kong con i Tung Sing. Al ritorno entrò a far parte di un'altra compagine californiana, i San Jose Earthquakes, che nello stesso periodo pose sotto contratto George Best. Quell'anno gli Earthquakes non riuscirono ad accedere ai playoff della North American Soccer League 1982 e l'anno dopo la franchigia prese il nome Golden Bay Earthquakes, Suurbier ne divenne vice-allenatore, rimanendo a disposizione per un eventuale impiego come giocatore solo in caso di emergenza. Riprese a giocare nel 1984 con i Tulsa Roughnecks come allenatore-giocatore, passando quindi l'anno successivo agli Houston Dynamos. Nel 1986 fu allenatore-giocatore dei Los Angeles Heat, militanti nella Western Soccer League, e in autunno divenne assistente allenatore-giocatore per la stagione indoor dei Tampa Bay Rowdies, con i quali chiuse la carriera di calciatore nel 1987 all'età di 42 anni.

#### Nazionale
Fu un giocatore chiave anche per la nazionale olandese, nella quale debuttò il 6 novembre 1966 nell'amichevole persa ad Amsterdam contro la Cecoslovacchia. Era già stato convocato dal C.T. Georg Keßler due mesi prima ma era stato tenuto in panchina. Segnò il primo gol per gli Oranje nel maggio successivo nella gara valida per le qualificazioni al campionato d'Europa 1968 persa 2-1 a Budapest contro l'Ungheria. Furono proprio gli ungheresi a qualificarsi e a eliminare i Paesi Bassi, che anche al campionato del mondo 1970 e al campionato d'Europa 1972 non si qualificarono per le fasi finali nonostante i successi in Europa delle loro squadre di club. Ci riuscirono nel campionato del mondo 1974, anche grazie alla controversa decisione dell'arbitro sovietico Kazakov, che nella partita contro il Belgio, decisiva per la qualificazione, annullò un gol regolare negli ultimi minuti ai belgi, i quali terminarono così il girone a pari punti con i Paesi Bassi ma furono eliminati per differenza reti. Gli olandesi tornarono così a partecipare alla fase finale di un mondiale a distanza di 36 anni dall'ultima apparizione.

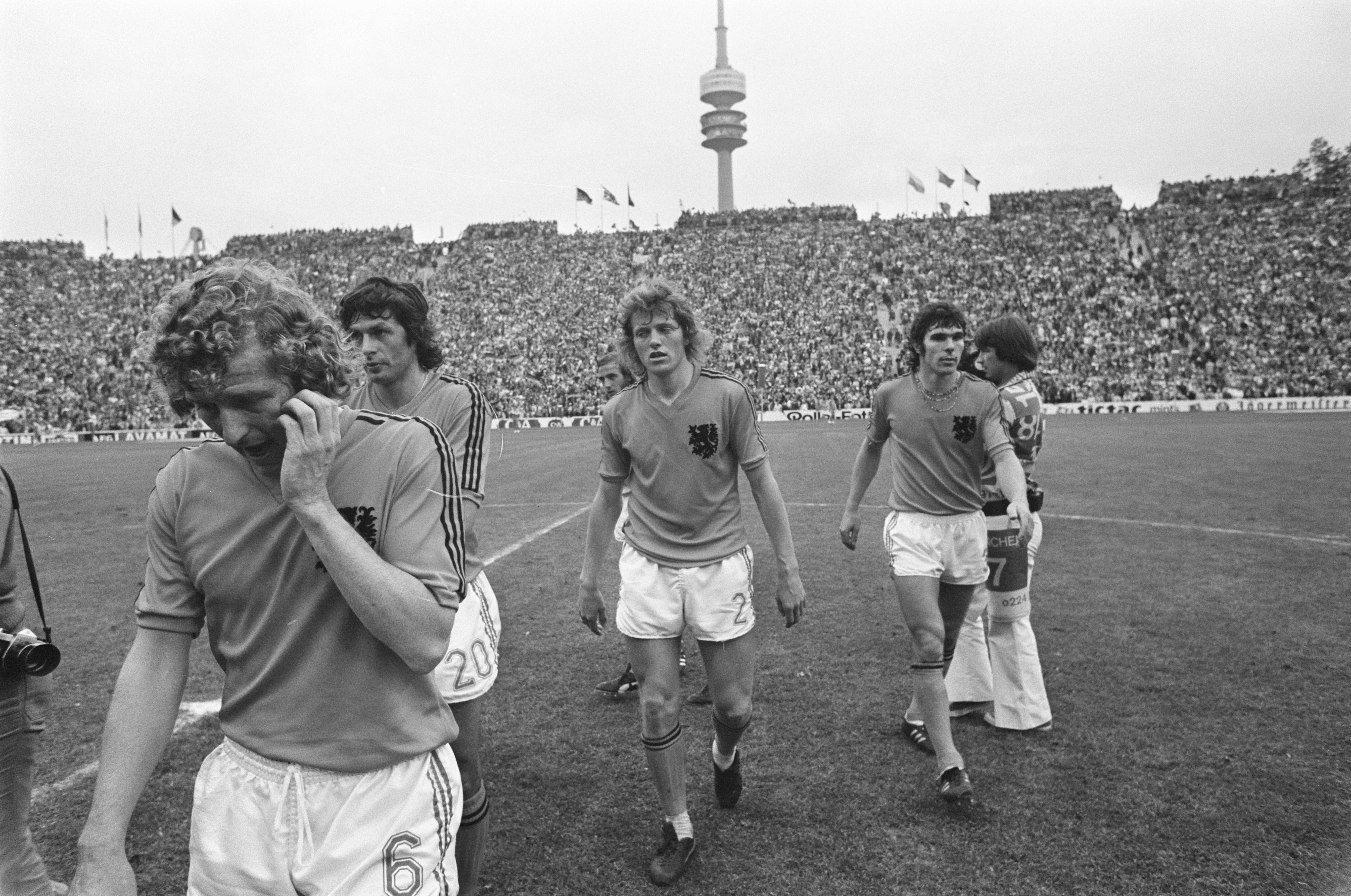
La delusione degli olandesi dopo la finale persa ai mondiali del 1974. In primo piano Wim Jansen e subito dietro Suurbier

Nel corso del mondiale tedesco del 1974, Suurbier fu titolare in tutte le partite e si mise in mostra soprattutto nella gara valevole per la seconda fase a gironi vinta 2-0 contro i campioni uscenti del Brasile, che fu decisiva per l'accesso alla finale; i brasiliani si erano resi conto della superiorità olandese e avevano trasformato l'incontro in una battaglia ma Suurbier non si fece intimidire, e con le sue qualità di combattente fu di esempio per i compagni di squadra. Il torneo segnò la definitiva consacrazione del calcio totale di Rinus Michels, che era stato chiamato alla guida dell'Olanda pochi mesi prima della manifestazione; gli Oranje dominarono quasi tutti gli incontri disputati fino alla finale di Monaco, dove furono sconfitti 2-1 dai padroni di casa della Germania Ovest.
Rimase titolare anche nel quadriennio successivo, contribuendo al terzo posto nel campionato d'Europa 1976 in cui gli olandesi, condizionati dalle polemiche tra Cruijff e Willem van Hanegem, persero in semifinale 3-1 dopo i tempi supplementari con la Cecoslovacchia, che si sarebbe aggiudicata il titolo, e vinsero la finale per il terzo posto 3-2, ancora ai supplementari, contro i padroni di casa della Jugoslavia.
Prese parte a 4 dei 6 incontri di qualificazione al campionato del mondo 1978, al quale i Paesi Bassi parteciparono sotto la guida di Ernst Happel confermando il secondo posto di 4 anni prima nonostante l'assenza di Cruijff, che aveva lasciato la nazionale da pochi mesi. Nella prima fase del Mundial argentino gli olandesi stentarono e passarono il turno come secondi del gruppo nonostante la sconfitta all'ultima giornata con la Scozia, che terminò a pari punti ma fu eliminata per la differenza reti. Suurbier aveva giocato tutti e tre gli incontri e fu lasciato in panchina per i tre della seconda fase, nella quale i Paesi Bassi si qualificarono per la finale del 25 giugno 1978 a Buenos Aires contro i padroni di casa dell'Argentina. Rimase in panchina nel primo tempo e fu inserito nel secondo tempo della finale sul risultato di 1-0 per i sudamericani, gli Oranje trovarono il pari e a pochi istanti dalla fine dei tempi regolamentari Rensenbrink colpì un palo; l'incontro fu poi vinto dagli argentini per 3-1 ai supplementari. Fu l'ultima partita in nazionale del trentatreenne Suurbier, che collezionò 60 presenze e 3 reti.

### Allenatore

#### Negli Stati Uniti
Nel 1983, Suurbier iniziò la nuova carriera come assistente allenatore dei Golden Bay Earthquakes. Nel 1984 fu ingaggiato per la prima volta come allenatore dai Tulsa Roughnecks, chiudendo l'annata con 10 vittorie e 14 sconfitte. Nel 1986 passò ai Los Angeles Heat, militanti nella Western Soccer League. Nell'autunno dello stesso anno divenne allenatore-giocatore dei Tampa Bay Rowdies appena entrati nella American Indoor Soccer Association. Per la stagione 1988 sedette sulla panchina dei Fort Lauderdale Strikers, e rassegnò le dimissioni nel gennaio 1989. Il mese dopo fu nominato allenatore dei Miami Sharks, ma venne esonerato dopo 3 sconfitte nelle prime 5 partite di campionato.
Nel 1990 fece nuovamente ritorno per un breve periodo nei Paesi Bassi per allenare i dilettanti del VV Hekelingen, ma rinunciò all'incarico dopo 7 partite. La sua ultima panchina negli Stati Uniti fu nel 1994 quella dei St. Petersburg Kickers; per un periodo fu anche direttore tecnico degli Ajax Orlando Prospects, una squadra della Florida militante nelle serie minori.

#### Ultimi ingaggi
Nel 1999 fu assunto in Qatar come assistente allenatore di René Meulensteen all'Al Ittihad Doha, portando la squadra a vincere la Coppa delle Coppe araba. La stagione successiva Suurbier e Meulensteen furono ingaggiati dall'altra squadra di Doha dell'Al Sadd (che avrebbe in seguito preso il nome Al-Gharafa), con cui vinsero la Coppa dell'Emiro del Qatar. L'anno dopo Suurbier tornò in patria e fu per un breve periodo assistente allenatore nelle giovanili dell'Heerenveen. Il suo ultimo incarico fu nel 2017, quando fu nuovamente chiamato da Meulensteen come assistente allenatore per la compagine indiana dei Kerala Blasters.

## Statistiche

### Cronologia presenze e reti in nazionale
| Cronologia completa delle presenze e delle reti in nazionale ― Paesi Bassi | Cronologia completa delle presenze e delle reti in nazionale ― Paesi Bassi | Cronologia completa delle presenze e delle reti in nazionale ― Paesi Bassi | Cronologia completa delle presenze e delle reti in nazionale ― Paesi Bassi | Cronologia completa delle presenze e delle reti in nazionale ― Paesi Bassi | Cronologia completa delle presenze e delle reti in nazionale ― Paesi Bassi | Cronologia completa delle presenze e delle reti in nazionale ― Paesi Bassi | Cronologia completa delle presenze e delle reti in nazionale ― Paesi Bassi |
| Data                                                                       | Città                                                                      | In casa                                                                    | Risultato                                                                  | Ospiti                                                                     | Competizione                                                               | Reti                                                                       | Note                                                                       |
| -------------------------------------------------------------------------- | -------------------------------------------------------------------------- | -------------------------------------------------------------------------- | -------------------------------------------------------------------------- | -------------------------------------------------------------------------- | -------------------------------------------------------------------------- | -------------------------------------------------------------------------- | -------------------------------------------------------------------------- |
| 6-11-1966                                                                  | Amsterdam                                                                  | Paesi Bassi                                                                | 1 – 2                                                                      | Cecoslovacchia                                                             | Amichevole                                                                 | -                                                                          |                                                                            |
| 30-11-1966                                                                 | Rotterdam                                                                  | Paesi Bassi                                                                | 2 – 0                                                                      | Danimarca                                                                  | Qual. Euro 1968                                                            | -                                                                          |                                                                            |
| 5-4-1967                                                                   | Lipsia                                                                     | Germania Est                                                               | 4 – 3                                                                      | Paesi Bassi                                                                | Qual. Euro 1968                                                            | -                                                                          |                                                                            |
| 10-5-1967                                                                  | Budapest                                                                   | Ungheria                                                                   | 2 – 1                                                                      | Paesi Bassi                                                                | Qual. Euro 1968                                                            | 1                                                                          |                                                                            |
| 13-9-1967                                                                  | Amsterdam                                                                  | Paesi Bassi                                                                | 1 – 0                                                                      | Germania Est                                                               | Qual. Euro 1968                                                            | -                                                                          |                                                                            |
| 4-10-1967                                                                  | Copenaghen                                                                 | Danimarca                                                                  | 3 – 2                                                                      | Paesi Bassi                                                                | Qual. Euro 1968                                                            | 1                                                                          |                                                                            |
| 1-11-1967                                                                  | Rotterdam                                                                  | Paesi Bassi                                                                | 1 – 2                                                                      | Jugoslavia                                                                 | Amichevole                                                                 | -                                                                          |                                                                            |
| 1-5-1968                                                                   | Varsavia                                                                   | Polonia                                                                    | 0 – 0                                                                      | Paesi Bassi                                                                | Amichevole                                                                 | -                                                                          |                                                                            |
| 4-9-1968                                                                   | Rotterdam                                                                  | Lussemburgo                                                                | 0 – 2                                                                      | Paesi Bassi                                                                | Qual. Mondiali 1970                                                        | -                                                                          | [ 31 ]                                                                     |
| 27-10-1968                                                                 | Sofia                                                                      | Bulgaria                                                                   | 2 – 0                                                                      | Paesi Bassi                                                                | Qual. Mondiali 1970                                                        | -                                                                          |                                                                            |
| 26-3-1969                                                                  | Rotterdam                                                                  | Paesi Bassi                                                                | 4 – 0                                                                      | Lussemburgo                                                                | Qual. Mondiali 1970                                                        | -                                                                          |                                                                            |
| 7-5-1969                                                                   | Rotterdam                                                                  | Paesi Bassi                                                                | 1 – 0                                                                      | Polonia                                                                    | Qual. Mondiali 1970                                                        | -                                                                          |                                                                            |
| 7-9-1969                                                                   | Varsavia                                                                   | Polonia                                                                    | 2 – 1                                                                      | Paesi Bassi                                                                | Qual. Mondiali 1970                                                        | -                                                                          |                                                                            |
| 22-10-1969                                                                 | Rotterdam                                                                  | Paesi Bassi                                                                | 1 – 1                                                                      | Bulgaria                                                                   | Qual. Mondiali 1970                                                        | -                                                                          |                                                                            |
| 11-11-1970                                                                 | Dresda                                                                     | Germania Est                                                               | 1 – 0                                                                      | Paesi Bassi                                                                | Qual. Euro 1972                                                            | -                                                                          |                                                                            |
| 2-12-1970                                                                  | Amsterdam                                                                  | Paesi Bassi                                                                | 2 – 0                                                                      | Romania                                                                    | Amichevole                                                                 | -                                                                          |                                                                            |
| 24-2-1971                                                                  | Rotterdam                                                                  | Paesi Bassi                                                                | 6 – 0                                                                      | Lussemburgo                                                                | Qual. Euro 1972                                                            | 1                                                                          |                                                                            |
| 4-4-1971                                                                   | Spalato                                                                    | Jugoslavia                                                                 | 2 – 0                                                                      | Paesi Bassi                                                                | Qual. Euro 1972                                                            | -                                                                          |                                                                            |
| 19-11-1972                                                                 | Anversa                                                                    | Belgio                                                                     | 0 – 0                                                                      | Paesi Bassi                                                                | Qual. Mondiali 1974                                                        | -                                                                          |                                                                            |
| 28-3-1973                                                                  | Vienna                                                                     | Austria                                                                    | 1 – 0                                                                      | Paesi Bassi                                                                | Amichevole                                                                 | -                                                                          | 46’                                                                        |
| 2-5-1973                                                                   | Amsterdam                                                                  | Paesi Bassi                                                                | 3 – 2                                                                      | Spagna                                                                     | Amichevole                                                                 | -                                                                          |                                                                            |
| 22-8-1973                                                                  | Amsterdam                                                                  | Paesi Bassi                                                                | 5 – 0                                                                      | Islanda                                                                    | Qual. Mondiali 1974                                                        | -                                                                          |                                                                            |
| 29-8-1973                                                                  | Deventer                                                                   | Islanda                                                                    | 1 – 8                                                                      | Paesi Bassi                                                                | Qual. Mondiali 1974                                                        | -                                                                          | [ 32 ]                                                                     |
| 10-10-1973                                                                 | Rotterdam                                                                  | Paesi Bassi                                                                | 1 – 1                                                                      | Polonia                                                                    | Amichevole                                                                 | -                                                                          |                                                                            |
| 18-11-1973                                                                 | Amsterdam                                                                  | Paesi Bassi                                                                | 0 – 0                                                                      | Belgio                                                                     | Qual. Mondiali 1974                                                        | -                                                                          |                                                                            |
| 26-5-1974                                                                  | Amsterdam                                                                  | Paesi Bassi                                                                | 4 – 1                                                                      | Argentina                                                                  | Amichevole                                                                 | -                                                                          |                                                                            |
| 5-6-1974                                                                   | Rotterdam                                                                  | Paesi Bassi                                                                | 0 – 0                                                                      | Romania                                                                    | Amichevole                                                                 | -                                                                          |                                                                            |
| 15-6-1974                                                                  | Hannover                                                                   | Paesi Bassi                                                                | 2 – 0                                                                      | Uruguay                                                                    | Mondiali 1974 - 1º turno                                                   | -                                                                          |                                                                            |
| 19-6-1974                                                                  | Dortmund                                                                   | Paesi Bassi                                                                | 0 – 0                                                                      | Svezia                                                                     | Mondiali 1974 - 1º turno                                                   | -                                                                          |                                                                            |
| 23-6-1974                                                                  | Dortmund                                                                   | Paesi Bassi                                                                | 4 – 1                                                                      | Bulgaria                                                                   | Mondiali 1974 - 1º turno                                                   | -                                                                          |                                                                            |
| 26-6-1974                                                                  | Gelsenkirchen                                                              | Paesi Bassi                                                                | 4 – 0                                                                      | Argentina                                                                  | Mondiali 1974 - 2º turno                                                   | -                                                                          | 84’                                                                        |
| 30-6-1974                                                                  | Gelsenkirchen                                                              | Paesi Bassi                                                                | 2 – 0                                                                      | Germania Est                                                               | Mondiali 1974 - 2º turno                                                   | -                                                                          |                                                                            |
| 3-7-1974                                                                   | Dortmund                                                                   | Paesi Bassi                                                                | 2 – 0                                                                      | Brasile                                                                    | Mondiali 1974 - 2º turno                                                   | -                                                                          |                                                                            |
| 7-7-1974                                                                   | Monaco di Baviera                                                          | Germania Ovest                                                             | 2 – 1                                                                      | Paesi Bassi                                                                | Mondiali 1974 - Finale                                                     | -                                                                          | 2º posto                                                                   |
| 4-9-1974                                                                   | Solna                                                                      | Svezia                                                                     | 1 – 5                                                                      | Paesi Bassi                                                                | Amichevole                                                                 | -                                                                          |                                                                            |
| 9-10-1974                                                                  | Rotterdam                                                                  | Paesi Bassi                                                                | 1 – 0                                                                      | Svizzera                                                                   | Amichevole                                                                 | -                                                                          |                                                                            |
| 20-11-1974                                                                 | Rotterdam                                                                  | Paesi Bassi                                                                | 3 – 1                                                                      | Italia                                                                     | Qual. Euro 1976                                                            | -                                                                          |                                                                            |
| 30-4-1975                                                                  | Anversa                                                                    | Belgio                                                                     | 1 – 0                                                                      | Paesi Bassi                                                                | Amichevole                                                                 | -                                                                          |                                                                            |
| 17-5-1975                                                                  | Francoforte sul Meno                                                       | Germania Ovest                                                             | 1 – 1                                                                      | Paesi Bassi                                                                | Amichevole                                                                 | -                                                                          |                                                                            |
| 3-9-1975                                                                   | Nimega                                                                     | Paesi Bassi                                                                | 4 – 1                                                                      | Finlandia                                                                  | Qual. Euro 1976                                                            | -                                                                          |                                                                            |
| 10-9-1975                                                                  | Varsavia                                                                   | Polonia                                                                    | 4 – 1                                                                      | Paesi Bassi                                                                | Qual. Euro 1976                                                            | -                                                                          |                                                                            |
| 15-10-1975                                                                 | Amsterdam                                                                  | Paesi Bassi                                                                | 3 – 0                                                                      | Polonia                                                                    | Qual. Euro 1976                                                            | -                                                                          |                                                                            |
| 22-11-1975                                                                 | Roma                                                                       | Italia                                                                     | 1 – 0                                                                      | Paesi Bassi                                                                | Qual. Euro 1976                                                            | -                                                                          |                                                                            |
| 25-4-1976                                                                  | Rotterdam                                                                  | Paesi Bassi                                                                | 5 – 0                                                                      | Belgio                                                                     | Euro 1976 - Quarti di finale - andata                                      | -                                                                          |                                                                            |
| 22-5-1976                                                                  | Bruxelles                                                                  | Belgio                                                                     | 1 – 2                                                                      | Paesi Bassi                                                                | Euro 1976 - Quarti di finale - ritorno                                     | -                                                                          |                                                                            |
| 16-6-1976                                                                  | Zagabria                                                                   | Cecoslovacchia                                                             | 3 – 1 dts                                                                  | Paesi Bassi                                                                | Euro 1976 - Semifinale                                                     | -                                                                          |                                                                            |
| 19-6-1976                                                                  | Zagabria                                                                   | Jugoslavia                                                                 | 2 – 3 dts                                                                  | Paesi Bassi                                                                | Euro 1976 - Finale 3º-4º posto                                             | -                                                                          | 3º posto                                                                   |
| 9-2-1977                                                                   | Londra                                                                     | Inghilterra                                                                | 0 – 2                                                                      | Paesi Bassi                                                                | Amichevole                                                                 | -                                                                          |                                                                            |
| 26-3-1977                                                                  | Anversa                                                                    | Belgio                                                                     | 0 – 2                                                                      | Paesi Bassi                                                                | Qual. Mondiali 1978                                                        | -                                                                          |                                                                            |
| 31-8-1977                                                                  | Nimega                                                                     | Paesi Bassi                                                                | 4 – 1                                                                      | Islanda                                                                    | Qual. Mondiali 1978                                                        | -                                                                          |                                                                            |
| 5-10-1977                                                                  | Rotterdam                                                                  | Paesi Bassi                                                                | 0 – 0                                                                      | Unione Sovietica                                                           | Amichevole                                                                 | -                                                                          |                                                                            |
| 12-10-1977                                                                 | Belfast                                                                    | Irlanda del Nord                                                           | 0 – 1                                                                      | Paesi Bassi                                                                | Qual. Mondiali 1978                                                        | -                                                                          |                                                                            |
| 26-10-1977                                                                 | Amsterdam                                                                  | Paesi Bassi                                                                | 1 – 0                                                                      | Belgio                                                                     | Qual. Mondiali 1974                                                        | -                                                                          |                                                                            |
| 22-2-1978                                                                  | Ramat Gan                                                                  | Israele                                                                    | 1 – 2                                                                      | Paesi Bassi                                                                | Amichevole                                                                 | -                                                                          |                                                                            |
| 5-4-1978                                                                   | Radès                                                                      | Tunisia                                                                    | 0 – 4                                                                      | Paesi Bassi                                                                | Amichevole                                                                 | -                                                                          |                                                                            |
| 20-5-1978                                                                  | Vienna                                                                     | Austria                                                                    | 0 – 1                                                                      | Paesi Bassi                                                                | Amichevole                                                                 | -                                                                          |                                                                            |
| 3-6-1978                                                                   | Rosario                                                                    | Paesi Bassi                                                                | 3 – 0                                                                      | Iran                                                                       | Mondiali 1978 - 1º turno                                                   | -                                                                          |                                                                            |
| 7-6-1978                                                                   | Rosario                                                                    | Paesi Bassi                                                                | 0 – 0                                                                      | Perù                                                                       | Mondiali 1978 - 1º turno                                                   | -                                                                          |                                                                            |
| 11-6-1978                                                                  | Buenos Aires                                                               | Paesi Bassi                                                                | 2 – 3                                                                      | Scozia                                                                     | Mondiali 1978 - 1º turno                                                   | -                                                                          |                                                                            |
| 25-6-1978                                                                  | Buenos Aires                                                               | Argentina                                                                  | 3 – 1 dts                                                                  | Paesi Bassi                                                                | Mondiali 1978 - Finale                                                     | -                                                                          | 75’2º posto                                                                |
| Totale                                                                     |                                                                            | Presenze                                                                   | 60                                                                         |                                                                            | Reti                                                                       | 3                                                                          |                                                                            |

## Palmarès

### Giocatore

#### Club

##### Competizioni nazionali
- Campionato olandese: 7

Ajax: 1965-1966, 1966-1967, 1967-1968, 1969-1970, 1971-1972, 1972-1973, 1976-1977
- Coppa dei Paesi Bassi: 4

Ajax: 1967, 1970, 1971, 1972

##### Competizioni internazionali
- Coppa dei Campioni: 3

Ajax: 1970-1971, 1971-1972, 1972-1973
- Coppa Intercontinentale: 1

Ajax: 1972
- Supercoppa UEFA: 1

Ajax: 1973

#### Individuale
- Candidato al Dream Team del Pallone d'oro (2020)[33]